# Cirsodes
Cirsodes là một chi bướm đêm thuộc họ Geometridae.